# 나라별 도시 목록
나라별 도시 목록은 다음과 같다.

## 아시아
- 한국의 도시 목록
- 대한민국의 도시 목록
- 북한의 도시 목록
- 이스라엘의 도시 목록
- 중화인민공화국의 도시 목록
- 아프가니스탄의 도시 목록
- 사우디 아라비아의 도시 목록
- 카타르의 도시 목록
- 바레인의 도시 목록
- 이란의 도시 목록
- 몽골의 도시 목록
- 카자흐스탄의 도시 목록
- 필리핀의 도시 목록
- 몰디브의 도시 목록
- 싱가포르의 도시 목록
- 브루나이의 도시 목록
- 레바논의 도시 목록
- 키프로스의 도시 목록
- 동트모르의 도시 목록
- 쿠웨이트의 도시 목록
- 아르메니아의 도시 목록
- 부탄의 도시 목록
- 스리랑카의 도시 목록
- UAE의 도시 목록
- 아제르바이잔의 도시 목록
- 요르단의 도시 목록
- 타지키스탄의 도시 목록
- 네팔의 도시 목록
- 캄보디아의 도시 목록
- 방글라데시의 도시 목록
- 시리아의 도시 목록
- 이라크의 도시 목록
- 키르기스스탄 도시 목록
- 오만의 도시 목록
- 말레이시아의 도시 목록
- 베트남의 도시 목록
- 우즈베키스탄의 도시 목록
- 투르크메니스단의 도시 목록
- 타이의 도시 목록
- 예맨의 도시 목록
- 미안마의 도시 목록
- 튀르케예의 도시 목록
- 파키스단의 도시 목록
- 인도네시아의 도시 목록
- 인도의 도시 목록

## 오세아니아
- 오스트레일리아의 도시 목록
- 나우루의 도시 목록
- 투발루의 도시 목록
- 마셜제도의 도시 목록
- 팔라우의 도시 목록
- 마이크로네시아 연방의 도시 목록
- 통가의 도시 목록
- 키리바시의 도시 목록
- 사모아의 도시 목록
- 바누아투의 도시 목록
- 피지의 도시 목록
- 솔로몬 제도의 도시 목록
- 파푸아뉴기니의 도시 목록
- 뉴질랜드의 도시 목록

## 아메리카

### 북
- 미국의 도시 목록
- 캐나다의 도시 목록

### 중
- 멕시코의 도시 목록
- 과테말라의 도시 목록
- 벨리즈의 도시 목록
- 니카라과의 도시 목록
- 온두라스의 도시 목록
- 코스타리카의 도시 목록
- 엘살바도르의 도시 목록
- 파나마의 도시 목록

### 남
- 페루의 도시 목록
- 에콰도르의 도시 목록
- 볼리비아의 도시 목록
- 가이아나의 도시 목록
- 수리남의 도시 목록
- 콜롬비아의 도시 목록
- 칠레의 도시 목록
- 우루과이의 도시 목록
- 베네수엘라의 도시 목록
- 아르헨티나의 도시 목록
- 파라과이의 도시 목록
- 브라질의 도시 목록

(종종프랑스령 기아나도 포함되곤 한다.)

## 아프리카
- 이집트의 도시 목록
- 알제리의 도시 목록
- 리비아의 도시 목록
- 수단의 도시 목록
- 남아프리카공화국의 도시 목록
- 보츠와나의 도시 목록
- 에리트리아의 도시 목록
- 튀니지의 도시 목록
- 앙골라의 도시 목록
- 베넹의 도시 목록
- 부르키나파소의 도시 목록
- 부룬디의 도시 목록
- 카보베르데의 도시 목록
- 카메룬의 도시 목록
- 중앙아프리카공화국의 도시 목록
- 코모로의 도시 목록
- 차드의 도시 목록
- DR콩고의 도시 목록
- 콩고의 도시 목록
- 코트디부아르의 도시 목록
- 지부티의 도시 목록
- 적도기니의 도시 목록
- 소말리아의 도시 목록
- 에티오피아의 도시 목록
- 마다가스카르의 도시 목록
- 남수단의 도시 목록
- 가봉의 도시 목록
- 감비아의 도시 목록
- 가나의 도시 목록
- 기니의 도시 목록
- 기니바사우의 도시 목록
- 케냐의 도시 목록
- 레소토의 도시 목록
- 라이베리아의 도시 목록
- 리비아의 도시 목록
- 말라위의 도시 목록
- 니제르의 도시 목록
- 말리의 도시 목록
- 모리타니의 도시 목록
- 모로코의 도시 목록
- 모리셔스의 도시 목록
- 모잠비크의 도시 목록
- 나미비아의 도시 목록
- 니이지리아의 도시 목록
- 르완다의 도시 목록
- 잠비아의 도시 목록
- 짐바브웨의 도시 목록
- 에스와티니의 도시 목록
- 세네갈의 도시 목록
- 상투메프린시페의 도시 목록
- 세아셸의 도시 목록
- 시에라리온의 도시 목록
- 탄자니아의 도시 목록
- 토고의 도시 목록
- 우간다의 도시 목록

## 유럽
- 그리스의 도시 목록
- 독일의 도시 목록
- 러시아의 도시 목록
- 슬로베니아의 도시 목록
- 이탈리아의 도시 목록
- 영국의 도시 목록
- 프랑스의 도시 목록
- 바티칸 시국의 도시 목록
- 모나코의 도시 목록
- 산마리노의 도시 목록
- 리히텐슈타인의 도시 목록
- 룩셈부르크의 도시 목록
- 안도라의 도시 목록
- 알바니아의 도시 목록
- 오스트리아의 도시 목록
- 벨라루스의 도시 목록
- 벨기에의 도시 목록
- 보스니아의 도시 목록
- 핀란드의 도시 목록
- 헝가리의 도시 목록
- 스웨덴의 도시 목록
- 아이슬란드의 도시 목록
- 포르투갈의 도시 목록
- 스페인의 도시 목록
- 네덜란드의 도시 목록
- 아일랜드의 도시 목록
- 몰타의 도시 목록
- 몬테네그로의 도시 목록
- 노르웨이의 도시 목록
- 루마니아의 도시 목록
- 슬로바키아의 도시 목록
- 북마케도니아의 도시 목록
- 스위스의 도시 목록
- 덴마크의 도시 목록
- 크로아티아의 도시 목록
- 라트비아의 도시 목록
- 리투아니아의 도시 목록
- 조지아의 도시 목록
- 체코의 도시 목록
- 세르비아의 도시 목록
- 불가리아의 도시 목록
- 폴란드의 도시 목록
- 우크라이나의 도시 목록

## 그린란드(북극)
- 그린란드의 도시 목록

## 같이 보기
- 도시
- 도시 목록
- 나라 목록
- 면적순 국가 목록